# Martin Kurschel

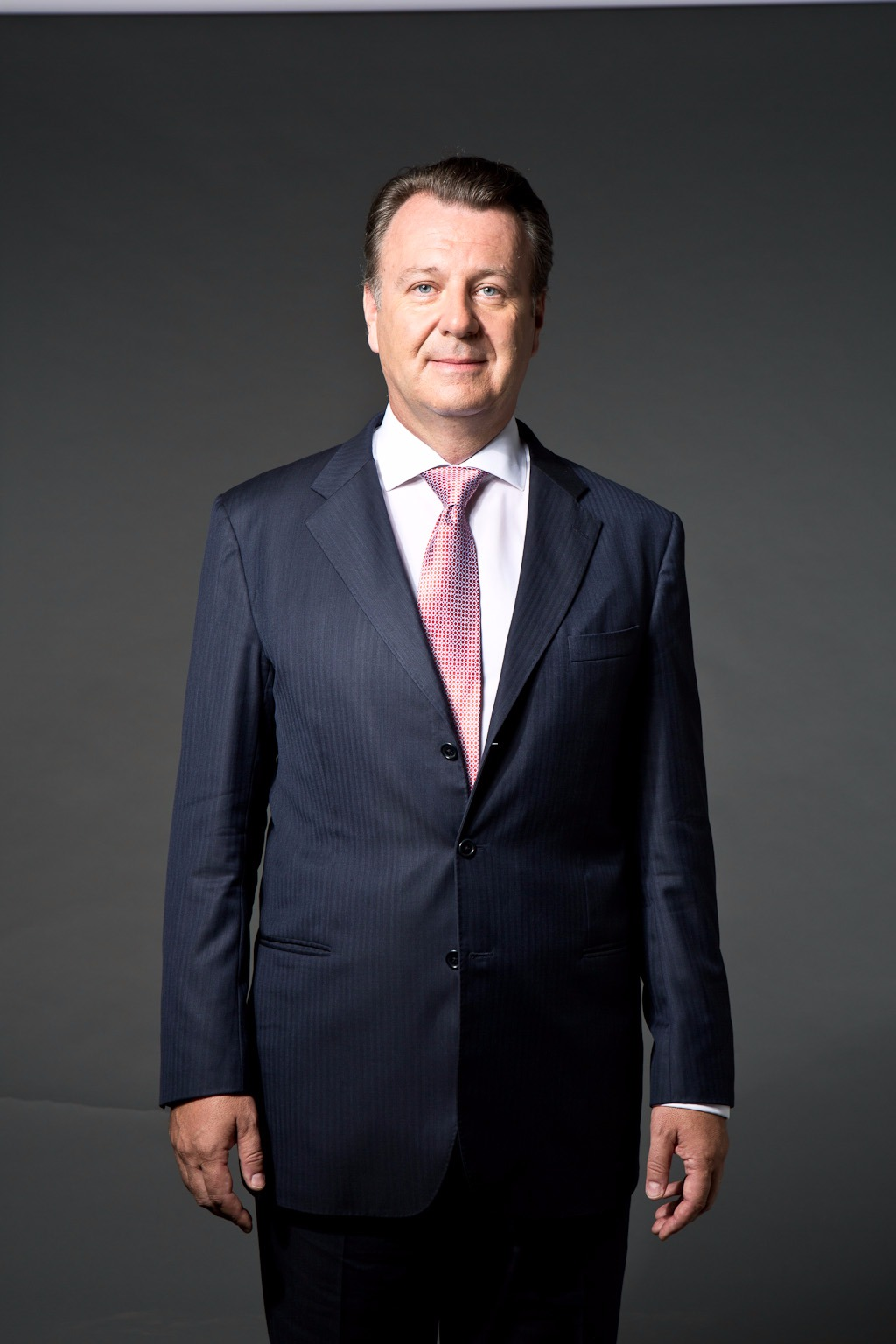
Martin Kurschel

Martin Kurschel (* 24. Januar 1969 in Graz, Steiermark) ist ein österreichischer Unternehmer und Immobilienentwickler. Kurschel ist CEO und Hauptgesellschafter der IMMOVATE Holding, einer der größten österreichischen Immobilienfirmen.

## Karriere
Kurschel ist gelernter Maschinenbauer und Betriebstechniker. 1991 sanierte er mit 22 Jahren die RASANT GmbH, ein insolventes Unternehmen, das sich auf Entwicklung, Produktion und Vertrieb von landwirtschaftlichen und kommunalen Fahrzeugen spezialisierte. 1998 verkaufte er seine Mehrheitsanteile an einen Schweizer Konzern und widmete sich der Immobilienbranche. 2000 gründete er die IMMOVATE, deren Hauptgesellschafter und CEO er bis heute ist. Die Immobilienfirma, mit Sitz in Graz und Wien, hat Projekte mit einem Gesamtinvestitionsvolumen in Milliardenhöhe umgesetzt und ist damit eine der bedeutendsten Österreichs.

## Privates
Er ist verheiratet und hat drei Kinder.